# Сергеевка (Казанковский район)
Сергеевка (укр. Сергіївка) — село в Казанковском районе Николаевской области Украины.
Основано в 1810 году. Население по переписи 2001 года составляло 140 человек. Почтовый индекс — 56021. Телефонный код — 5164. Занимает площадь 0,92 км².

## Местный совет
56021, Николаевская обл., Казанковский р-н, с. Дмитровка, ул. 70-летия Октября, 109